# Красный Восток (Высокогорский район)
 Красный Восток — деревня в Высокогорском районе Татарстана. Входит в состав Шапшинского сельского поселения.

## География
Находится в северо-западной части Татарстана на расстоянии приблизительно 11 км на восток-северо-восток от районного центра поселка Высокая Гора.

## История
Основана в 1930-х годах.

## Население
Постоянных жителей было: в 1938 году — 192, в 1949—199, в 1958—165, в 1970—166, в 1989 — 94, 92 в 2002 году (татары 98 %), 61 в 2010.